# Pseudophallus starksii
Pseudophallus starksii és una espècie de peix de la família dels singnàtids i de l'ordre dels singnatiformes present des de Baixa Califòrnia i Sinaloa (Mèxic) fins a Santa Rosa de Sucumbíos (Equador).
És un peix d'aigua dolça i de clima tropical (25 °C-30 °C).
Els mascles poden assolir 17,6 cm de longitud total.
És ovovivípar i el mascle transporta els ous en una bossa ventral que té a sota de la cua.